# Araçagi
Araçagi là một đô thị thuộc bang Paraíba, Brasil. Đô thị này có diện tích 229,722 km², dân số năm 2007 là 17892 người, mật độ 77,9 người/km².